# Мерир
Мерир (англ. Merir) — небольшой удалённый остров в составе островов Палау, расположенный в западной части Тихого океана.
Остров покрыт густой растительностью. На северо-западе острова расположена небольшая деревня с радиостанцией.
Вместе с островами Сонсорол и Фанна, расположенным в 110 км от острова Мерир, а также островом Пуло-Анна, расположенным в 50 км от острова Мерир, формируют штат Сонсорол.